# Sulton

Voorbeeld van een sulton: 1,3-propaansulton

Een sulton is een cyclische organische verbinding. De ring komt tot stand door interne estervorming van een sulfonzuur met een hydroxylgroep in het eigen molecule. De stof 1,3-propaansulton is een voorbeeld van deze klasse verbindingen.
HO-(CH2)3SO2OH → H2O + (zie figuur)
Samen met de lactonen (interne esters) en lactamen (interne amiden) vormen de sultonen een groep van synthetisch en soms technisch belangrijke intermediairen.